# マーティン・バウワー
マーティン・バウワー（Martin Bower）は映画とテレビ番組の特殊効果の縮小模型を使用した模型製作兼設計者である。彼の名前はテレビシリーズのスペース1999 (1975-8) と映画のエイリアン (1979)、 フラッシュ・ゴードン (1980) と アウトランド (1981)に記される。 
彼は長期間にわたり、特殊効果ディレクターのブライアン・ジョンソンと共に働いた。

## 参加作品
- Mark IX Hawk（英語版） の模型が スペース1999 の"War Games （英語版）"の回で見られる。
- Ultra Probe（英語版） の模型がスペース1999 の"Dragon's Domain（英語版）"の回で見られる。
- Laser Tank（英語版） の模型がスペース1999の"Infernal Machine（英語版）"の回で見られる。
- Super Swift（英語版） の模型がスペース1999 の"The Bringers of Wonder, Part One（英語版）" と"The Bringers of Wonder, Part Two（英語版）"の回で見られる。
- Voyager One（英語版） の模型がスペース1999 の"Voyager's Return（英語版）"の回で見られる。